# معهد أبحاث السياسات الاقتصادية الفلسطيني
معهد أبحاث السياسات الاقتصادية الفلسطيني ويُختصر ماس هو مؤسسة فلسطينية مستقلة غير ربحية، يُعنى بالبحوث والنشاطات المتخصصة في القضايا والسياسات الاقتصادية بما فيها البحوث الاجتماعية ذات البعد الاقتصادي. تأسس سنة 1994 في العاصمة الفلسطينية القدس واتخذ مقرًا له في حي الشيخ جراح، إلا أنه في عام 1996 انتقل مقره الرئيسي إلى مدينة رام الله بعد إعاقة الاحتلال الإسرائيلي المعهد من ممارسة عمله. ويقع مقره منذ عام 2010 في شارع مُعين بسيسو بحي الماصيون في مدينة رام الله.

## التمويل
يتلقى المعهد تمويله من عدة مصادر هي: الصندوق العربي للإنماء الاقتصادي والاجتماعي، ومؤسسة فريدريش إيبرت، والبنك الإسلامي للتنمية، وبورتلاند ترست، والبنك الدولي، وصندوق الاستثمار الفلسطيني، ووزارة المالية الفلسطينية، وشركة المقاولون المتحدون الدولية CCC اليونان، وباديكو القابضة وبنك فلسطين.

## مدراء سابقون
- غانية ملحيس
- محمد نصر
- نعمان كنفاني
- سمير عبد الله علي
- نبيل قسيس
- رجا الخالدي.[5]
- فراس ملحم